# Kenny Dewulf
Kenny Dewulf is een Belgisch voormalig acrogymnast. 

## Levensloop
Dewulf is afkomstig uit Drongen en liep school aan de Topsportschool in de Voskenslaan te Gent. Samen met Philippe Van Vynckt behaalde hij onder meer zilver op het wereldkampioenschap in het Duitse Riesa in 2002. Ook werd het duo driemaal Belgisch kampioen (2000, 2001 en 2003).